# Kyle Tress
Kyle Tress (* 29. Mai 1981 in Doylestown, Pennsylvania) ist ein US-amerikanischer Skeletonpilot.
Kyle Tress lebt in Ewing (New Jersey) und arbeitet als Softwareentwickler. 2002 begann er mit dem Skeletonsport, seit 2003 ist er Teil des US-Nationalkaders. Sein erstes Rennen waren die US-Juniorenmeisterschaften 2003, bei denen er Zehnter wurde, ein Jahr später Neunter. Bei den US-Meisterschaften des Jahres wurde er 15. Im November 2004 fuhr er sein erstes Rennen im Rahmen des America’s Cup und wurde in Calgary 13., einen Monat später fuhr Tress in Park City als Siebter erstmals unter die besten zehn. Im November 2005 debütierte er in Igls im Europacup, wurde dort hinter Chris Hedquist Zweiter und erreichte damit ein erstes ausgezeichnetes Ergebnis. Bei der Qualifikation für die Olympischen Winterspiele 2006 von Turin konnte er sich gegen die starke Konkurrenz im eigenen Land allerdings nicht durchsetzen.
Es dauerte bis Anfang 2008, dass Tress wieder nennenswerte Ergebnisse erreichte. Bei den US-Meisterschaften in Lake Placid wurde er Fünfter, beim Intercontinentalcup-Rennen in Park City Neunter und in Lake Placid Fünfter. In der Gesamtwertung des Intercontinentalcups der Saison 2007/08 kam Tress auf Platz acht. Im Dezember 2008 konnte er sein Debüt im Weltcup feiern und auf seiner Lieblingsbahn in Igls 19. werden. In der Saison 2009/10 gewann er die ersten drei Saisonrennen des America’s Cup in Park City und wurde in den folgenden fünf Saisonrennen zweimal Zweiter und einmal Dritter. Die Gesamtwertung gewann er mit 500 Punkten überlegen vor Chris Burgess mit 373 Punkten. In der Saison 2010/11 gelang ihm mit Rang zwei in Winterberg sein erster Podestplatz im Intercontinentalcup. Die zweite Saisonhälfte bestritt er im Weltcup und verpasste als Elfter in St. Moritz nur knapp die Top 10. Zudem gewann er 2011 erstmals Bronze bei den nationalen Meisterschaften. Im Winter 2011/12 startete Tress bei sieben der acht Weltcuprennen und erreichte in St. Moritz mit dem achten Rang seine erste einstellige Platzierung. Zum Saisonabschluss fuhr er zwei weitere Siege im America’s Cup ein.
Zum Auftakt der Saison 2012/13 erreichte Kyle Tress mit dem fünften Platz in Lake Placid sein bis dahin bestes Ergebnis im Weltcup; in der Gesamtwertung wurde er 17. Im Winter darauf gelangen ihm ein weiterer fünfter Platz beim Weltcup in St. Moritz sowie zwei weitere Top-10-Plätze in Lake Placid und Igls, womit er im Gesamtweltcup Zwölfter wurde. Er nahm daraufhin an den Olympischen Spielen 2014 in Sotschi teil, wo er den entscheidenden vierten Lauf verpasste und insgesamt 21. wurde. Auch 2014/15 war seine beste Weltcup-Platzierung ein fünfter Platz in Lake Placid; in den übrigen Rennen konnte er sich nicht einstellig platzieren. Bei der Weltmeisterschaft in Winterberg belegte er im Einzel den 15. und im Teamwettbewerb den siebten Rang. In der Saison 2015/16 bestreitet er keine internationalen Wettkämpfe und arbeitet als Trainer für die US-amerikanische Intercontinentalcup-Mannschaft.